# 和尚菜
和尚菜（学名：Adenocaulon himalaicum）为兰科和尚菜属下的一个种。